# Litwa (rejon mołodecki)
Litwa (biał. Літва, ros. Литва) – wieś na Białorusi, w obwodzie mińskim, w rejonie mołodeckim, w sielsowiecie Połoczany.
W miejscowości znajduje się przystanek kolejowy Litwa na linii Mołodeczno – Lida.

## Historia
W czasach zaborów w gminie Połoczany, w powiecie oszmiańskim, w guberni wileńskiej Imperium Rosyjskiego.
W latach 1921–1945 wieś i koszarka kolejowa leżały w Polsce, w województwie wileńskim, w powiecie wołożyńskim, a od 1927 w powiecie mołodeckim, w gminie Połoczany.
W 1931 we wsi 103 domach zamieszkiwało 545 osób, koszarkę kolejową w 5 domach zamieszkiwało 31 sób.
Wierni należeli do parafii rzymskokatolickiej i prawosławnej w Horodziłowie. Miejscowość podlegała pod Sąd Grodzki w Mołodecznie i Okręgowy w Wilnie; właściwy urząd pocztowy mieścił się w Połoczanach.